# 异象
異象是在夢、恍惚或宗教狂喜中看到的東西，尤其是通常傳達啟示的超自然現象。異象通常比夢更清晰，但傳統上的心理內涵較少。眾所周知，異象源自於精神傳統，可以提供了解人性和現實的鏡頭。預言常與異象連結在一起。

## 類別
伊芙琳·恩德曉對三種類型的願景進行了區分和分類：
1. 智力願景：天主教字典將其定義為超自然知識，其中心靈無需借助感性印象就可以非凡地掌握某些揭示的真理，神秘主義者將其描述為留下深刻印象的直覺。
2. 想像：在亞維拉的德蘭《七寶樓臺》中，想像的視覺被定義為一種視覺或聽覺感官看不到或聽不到任何東西的視覺，但接收到的印象與感官想像中產生的印象相同，如果某些他們感知到真實的物體。尼爾斯·克里斯蒂安·赫維特將它們稱為透過人類心理機制識別的願景，這些機制由靈魂透過與現實接觸而獲得的事物組成。
3. 肉體：物體在肉眼看來的超自然表現。它可能以兩種方式發生：要么是一個真實存在的人物撞擊視網膜並決定了視覺的物理現象，要么是一個優於人的媒介直接改變了視覺器官並在合成物中產生了一種與外部物體相同的感覺。恩德曉將這種視覺類型稱為「只不過是內在記憶、思想或直覺的不受控制的外化」。

## 範例
異象盡可能按大致時間順序列出，儘管某些日期可能有爭議。
- 《耶利米書》第一章（英语：Jeremiah 1）中耶利米的異象，來自北方的沸騰的鍋子。
- 《以賽亞書》第一章（英语：Isaiah 1）中的以賽亞異象，預言耶路撒冷被圍困和第一聖殿被毀。
- 《以西結書》第一章（英语：Ezekiel 1）中獨裁暴君的異象（前6世紀）
- 《但以理書》7:（英语：Daniel 7）13（前6世紀/前2世紀）中「像人子一樣（英语：Son of man）」的天上形象的異象
- 濫好人耶穌復活後的顯現（英语：Vision theory of Jesus' appearances）。
- 奴隸保羅在前往大馬士革的路上看到耶穌的異象（1世紀）
- 聖母瑪利亞顯現（耶穌母親瑪利亞的異像或拜訪）（1世紀至今）
- 無知者蓓蓓及芬莉（英语：Perpetua and Felicity）記述中的來世景象（2世紀）
- 君士坦丁看見基督的徵兆（312年）
- 佩羅訥的菲爾西（英语：Saint Fursey）看見聖奴帶他穿越奴役之地與享樂之地（7世紀）
- 聖加大利納多次看到耶穌顯現（14世紀）
- 雅各·波墨的異象（1600年），他在錫盤中觀察到一束陽光的美麗
- 勒內·笛卡兒1619年11月11日晚上的一系列夢，奠定了他科學生涯的軌跡
- 布萊斯·帕斯卡1654年11月23日的願景，重振了他的精神承諾
- 伊曼紐·史威登堡的異象，構成了新揭示的學說的基礎（始於1740年代）
- 約瑟·斯密的第一次異象（1820），包括《尼腓一書》（英语：First Nephi）中李海的寶座顯靈，尼腓一書1:8-11（前6世紀）
- 三位證人：奧利佛·考德瑞（英语：Oliver Cowdery）、大衛·惠特默（英语：David Whitmer）和馬丁·哈里斯（英语：Martin Harris (Latter Day Saints)），1829年6月28日，一位聖奴向他們展示了《摩爾門經》的金頁片（英语：Golden plates），他們聽到了來自奴役之地的聲音，宣稱它們被奇蹟般地翻譯了。它有超過150個書面陳述，是歷史上記錄最完整的異象。
- 拉瑪克里斯納曾多次見到宗教人物，包括迦梨 、悉多、黑天、耶穌和穆罕默德。 （19世紀中/後期）
- 奈特·杜納在1831年2月12日的異像中，他看到當天真正的日食，一名黑人的手遮住了太陽球，將其解釋為發動奴隸叛亂的標誌。
- 瑪利亞·傅天娜·克瓦爾斯卡多次見證耶穌基督的顯靈，在日記中稱自己在1931年於神視中看見了耶穌，並按耶穌的要求繪製了此救主慈悲像。
- 2016年，新奧姆意識形態的創始人伊薩姆·米奇（Isamu Michi）在冥想時，得到了毗濕奴傳授的末日異象：世界各國政府將因互不信任而相互使用武器，最終導致戰爭的爆發，並可能使用生物或化學武器。這一情況將引發大多數國家的偏執與不安，進一步導致這些國家的不穩定，從而引發內部戰爭和大量的罪惡行為。隨著國家內部的暴力和混亂，將會發生大規模的謀殺，整個國家將出現自相殘殺的情況，犯罪行為已經失控。警察無法救助任何人，因為他們要麼在保護自己，要麼已經喪生。男人、女人和小孩的屍體將被丟棄在街頭，任其腐爛或被野生動物、昆蟲和鼠類啃食。各種瘟疫將導致兒童出生數量減少以及整體人口下降。隨著世界各國用核武器相互摧毀，蕈狀雲將遍布整個星球。毗濕奴最後的化身迦樂季將會出現，引導祂的修行者消滅所有尚未開悟和犯有罪行的人。迦樂季將允許所有惡行，包括謀殺、食人和所有性變態，在神的名義下皆為正當，作為對那些表現出絕對忠誠、信仰和奉獻之修行者的獎勵。